# Tomekichi Miyamoto
Tomekichi Miyamoto  (宮本留吉, Miyamoto Tomekichi; Hyogo , 25 september 1902-  1985) was een golfprofessional uit Japan.

## Golf in Japan
Japan was een zeer besloten gemeenschap die pas vanaf 1858 met mate buitenlandse handelaren in de havensteden toeliet, daartoe gedwongen door het Verdrag van Harris. Vanaf de Meiji-restauratie in 1868 liet het land langzamerhand steeds meer westerse invloeden toe, en in 1901 legde de Engelse thee-koopman Arthur Hesketh Groom de eerste vier golf-holes aan in de buurt van Kobe. In 1903 werd de baan uitgebreid tot 9 holes, en werd de Kobe Golf Club geopend. De eerste caddie daar was Fukui Masaharu, hij werd in 1920 de eerste Japanse golfprofessional. 
In 1907 werd het eerste Japans Amateur Kampioenschap gespeeld, maar er waren nog geen Japanners die daaraan deelnamen. In 1912 werd de eerste openbare golfclub opgericht, de Unzen Golf, en in 1914 werd de Tokyo Golf Club opgericht, waarvan de leden de Japane nationaliteit moesten hebben.

## Professional
In 1924 werd de Japanse Golffederatie opgericht en in 1926 werd het eerste toernooi voor professionals georganiseerd. Dit werd gewonnen door Tomekichi Miyamoto. 
Voor de Tweede Wereldoorlog waren er zeventig golfbanen in Japan, de meeste werden tijdens de oorlog omgeploegd en kregen een landbouw-bestemming. Slechts 18 banen overleefden de oorlog. Golf werd na de oorlog weer populair en in 1957 won Japan de World Cup of Golf in Tokio.
Tomekichi 'Tommy' Miyamoto was de eerste Japanse golfer die ook in het buitenland speelde. Hij reisde naar de Verenigde Staten en speelde o.a. met Bobby Jones op Pinehurst.

### Gewonnen
- 1926: Japans PGA Kampioenschap
- 1929: Japan Open, Japans PGA Kampioenschap
- 1930: Japan Open
- 1932: Japan Open
- 1934: Japans PGA Kampioenschap
- 1935: Japan Open
- 1936: Japan Open, Japans PGA Kampioenschap
- 1940: Japan Open